# 何塞·曼努埃尔·利亚尼奥·弗洛雷斯
何塞·曼努埃尔·利亚尼奥·弗洛雷斯（西班牙語：José Manuel Liaño Flores，1921年11月15日—2022年5月5日），西班牙政治人物，曾任拉科魯尼亞市长。

## 生平
1921年生于西班牙王国卢戈省蒙福尔特德莱莫斯，毕业于聖地亞哥-德孔波斯特拉大學，获得法学学位。23岁时获得法官职业资格。
1967年至1977年，担任弗朗西斯科·佛朗哥独裁时期的西班牙议会议员。在弗朗西斯科·佛朗哥去世后，他于1976年2月获任拉科魯尼亞市长。任内，他促成建立了大学学院，最后并入拉科鲁尼亚大学。他还促成了自来水公司和坎夫雷水库的建立。1979年，他没有参与拉科鲁尼亚市的第一次民主选举，并宣告退出政坛。他还曾受聘为当地电台“广播之声”顾问。
2021年11月15日，他迎来了百岁生日。2022年5月5日逝世。他被公认为西班牙任职时间最长的律师。